# فابیان منینگ
فابیان منینگ (انگلیسی: Fabian Menig؛ زادهٔ ۲۶ فوریهٔ ۱۹۹۴) بازیکن فوتبال اهل آلمان است.
از باشگاه‌هایی که در آن بازی کرده‌است می‌توان به باشگاه فوتبال وی‌اف‌آر آلن اشاره کرد.